# Municipio de Caldwell (Míchigan)
El municipio de Caldwell (en inglés: Caldwell Township) es un municipio ubicado en el condado de Missaukee en el estado estadounidense de Míchigan. En el año 2010 tenía una población de 1317 habitantes y una densidad poblacional de 14,29 personas por km².

## Geografía
El municipio de Caldwell se encuentra ubicado en las coordenadas 44°22′27″N 85°16′33″O / 44.37417, -85.27583. Según la Oficina del Censo de los Estados Unidos, el municipio tiene una superficie total de 92.19 km², de la cual 88,61 km² corresponden a tierra firme y (3,87 %) 3,57 km² es agua.

## Demografía
Según el censo de 2010, había 1317 personas residiendo en el municipio de Caldwell. La densidad de población era de 14,29 hab./km². De los 1317 habitantes, el municipio de Caldwell estaba compuesto por el 97,19 % blancos, el 0,68 % eran afroamericanos, el 0,68 % eran amerindios, el 0,23 % eran de otras razas y el 1,21 % eran de una mezcla de razas. Del total de la población el 1,82 % eran hispanos o latinos de cualquier raza.